# Авъл Корнелий Кос (консул 413 пр.н.е.)
Вижте пояснителната страница за други личности с името Авъл Корнелий Кос.
Авъл Корнелий Кос (на латински: Aulus Cornelius Cossus) e политик на Римската република. Той произлиза от фамилията Корнелии. Вероятно е брат на Гней Корнелий Кос.
През 413 пр.н.е. той е консул заедно с Луций Фурий Медулин.